# بريان ستيبانيك
بريان ستيبانيك (بالإنجليزية: Brian Stepanek)‏ مواليد 6 فبراير 1971 في كليفلاند، هو ممثل أمريكي بدأ مسيرته الفنية عام 1993.

## الأعمال
- مسلسل ذا سويت لايف أوف زاك أند كودي (2005 - 2008)
- الجزيرة (2005)
- شبكة شارلوت (2006)
- عبر السياج (2006)
- ألعاب قناة ديزني (2006 - 2008)
- دامو ستحيل (2007)
- بولت (2008)
- عائلة ساترديز (2008)
- فارس وفادي (2009)
- كيك باتاوسكي: المغامر (2010 - 2011)
- مسلسل رجلان ونصف (2012 - 2013)
- ألم وربح (2013)
- مسلسل جيسي 2014
- ميكسلز (2014)
- نيكي ريكي ديكي ودون (2014 - 2018 )
- الوطن (2015)
- منزل لاود (2016)

## وصلات خارجية
- بريان ستيبانيك على موقع IMDb (الإنجليزية)
- بريان ستيبانيك على موقع روتن توميتوز (الإنجليزية)
- بريان ستيبانيك على موقع ألو سيني (الفرنسية)
- بريان ستيبانيك على موقع أول موفي (الإنجليزية)
- بريان ستيبانيك على موقع أول موفي (الإنجليزية)
- بريان ستيبانيك على موقع قاعدة بيانات الأفلام السويدية (السويدية)
- بريان ستيبانيك على موقع إن إن دي بي (الإنجليزية)
- بريان ستيبانيك على موقع قاعدة بيانات الفيلم (الإنجليزية)
- بريان ستيبانيك على موقع كينوبويسك (الروسية)